# Oxytropis lhasaensis
Oxytropis lhasaensis là một loài thực vật có hoa trong họ Đậu. Loài này được X.Y. Zhu mô tả khoa học đầu tiên năm 2004.